# Coccoloba mollis
Coccoloba mollis är en slideväxtart som beskrevs av Giovanni Casaretto. Coccoloba mollis ingår i släktet Coccoloba och familjen slideväxter. Inga underarter finns listade i Catalogue of Life.